# William Van Alen
William Van Alen (10 d'agost de 1883-24 de maig de 1954) va ser un arquitecte nord-americà, conegut especialment pel disseny de l'edifici Chrysler (1929) de Nova York.

## Biografia
William Van Alen va néixer al barri de Brooklyn, a Nova York, l'any 1883. Va cursar estudis al Pratt Institute del seu barri natal i en els seus començaments va treballar a l'estudi de l'arquitecte Clarence True. També va estudiar durant tres anys a l'estudi de l'arquitecte francoamericà Emmanuel Louis Masqueray.
A l'acabar els seus estudis, Van Alen va treballar per diverses firmes a Nova York, sobretot en el projecte de l'hotel Astor per Clinton & Russell (1902), abans de rebre la beca del Premi París el 1908.
La beca el va portar a estudiar a París amb Victor Laloux, un dels arquitectes europeus més destacats de la Belle époque, a l'Escola de Belles Arts de París.

Quan Van Alen va tornar a Nova York el 1910, ja s'havia interessat pels nous estils arquitectònics, inclòs el modernisme pel qual més tard es va donar a conèixer. El 1911 va formar una associació amb H. Craig Severance, un altre arquitecte amb interessos professionals similars però amb un estil personal molt diferent. Severance era gregari i encantador, mentre que Van Alen era més introvertit. L'associació va prosperar i es va fer coneguda per les seves distintives estructures comercials de diversos pisos. Va completar un edifici el 1914 al Lower Manhattan, que va destacar per tenir aparadors arran de les parets en lloc de recular, una innovació que després es va convertir en una pràctica estàndard. A la dècada de 1920, Severance i Van Alen van començar a rebre encàrrecs més importants, però la seva relació es va refredar a causa de les seves diferències personals, i l'associació es va dissoldre el 1924.
Ja en solitari, Van Allen va dissenyar l'edifici Chrysler, gratacels considerat la icona arquitectònica de l' art déco. Van Alen no va signar cap contracte amb Walter Chrysler quan va rebre l'encàrrec de l'edifici Chrysler. Un cop acabades les obres, Van Alen va sol·licitar el pagament del 6% del pressupost de construcció de l'edifici (14 milions de dòlars), una xifra que era la tarifa habitual de l'època. Després que Chrysler rebutgés el pagament, Van Alen el va demandar, va guanyar el judici i finalment va rebre els honoraris. La demanda va depreciar significativament la seva reputació com a arquitecte contractable. Després que la seva carrera fos efectivament arruïnada per això i agreujada amb la Gran Depressió, Van Alen va centrar la seva atenció en ensenyar escultura.